# Exerodonta perkinsi
Espèce
Synonymes
- Hyla perkinsi Campbell & Brodie, 1992

Statut de conservation UICN

 CR B1ab(iii,v) : 
En danger critique
Exerodonta perkinsi est une espèce d'amphibiens de la famille des Hylidae.

## Répartition
Cette espèce est endémique du Guatemala. Elle se rencontre entre 1 050 et 1 080 m d'altitude sur le versant Nord de la sierra de los Cuchumatanes à Santa Cruz Barillas dans le département de Huehuetenango,.

## Étymologie
Cette espèce est nommée en l'honneur de Bob F. Perkins de l'Université du Texas à Arlington.

## Publication originale
- Campbell & Brodie, 1992 : A New Species of Treefrog (Hylidae) from the Sierra de los Cuchumatanes of Guatemala. Journal of Herpetology, vol. 26, no 2, p. 187-190.